# Sedalia (Missouri)
Sedalia és una població dels Estats Units a l'estat de Missouri. Segons el cens del 2000 tenia 20.339 habitants.

## Demografia
Segons el cens del 2000, Sedalia tenia 20.339 habitants, 8.628 habitatges, i 5.228 famílies. La densitat de població era de 656,6 habitants per km².
Dels 8.628 habitatges en un 28,8% hi vivien nens de menys de 18 anys, en un 44% hi vivien parelles casades, en un 12,6% dones solteres, i en un 39,4% no eren unitats familiars. En el 33,1% dels habitatges hi vivien persones soles el 14,7% de les quals corresponia a persones de 65 anys o més que vivien soles. El nombre mitjà de persones vivint en cada habitatge era de 2,32 i el nombre mitjà de persones que vivien en cada família era de 2,94.
Per edats la població es repartia de la següent manera: un 24,7% tenia menys de 18 anys, un 10,8% entre 18 i 24, un 27,7% entre 25 i 44, un 19,4% de 45 a 60 i un 17,4% 65 anys o més.
L'edat mediana era de 36 anys. Per cada 100 dones de 18 o més anys hi havia 86,3 homes.
La renda mediana per habitatge era de 28.641 $ i la renda mediana per família de 34.938 $. Els homes tenien una renda mediana de 28.208 $ mentre que les dones 19.520 $. La renda per capita de la població era de 15.931 $. Entorn del 12,5% de les famílies i el 15,3% de la població estaven per davall del llindar de pobresa.

## Poblacions més properes
El següent diagrama mostra les poblacions més properes.